# Leon Ames
Leon Ames, ursprungligen Harry Wycoff, född 20 januari 1902 i Portland, Indiana, död 12 oktober 1993 i Laguna Beach, Kalifornien, var en amerikansk skådespelare.

## Biografi
Ames var son till Charles Elmer Wycoff och Cora A., född De Moss. Vissa källor anger hans födelsenamn som "Wykoff" eller "Waycoff" och i hans tidigare filmer angavs hans namn som "Leon Waycoff".
Ames är främst känd för att spela fadersfigurer i filmer som Vi mötas i St. Louis (1944) med Judy Garland som en av hans döttrar, Unga kvinnor (1949), Mitt svärmeri (1951) och I silvermånens sken (1953).
Ames gjorde sin filmdebut i Quick Millions (1931) och var under 1940-talet under kontrakt till Metro-Goldwyn-Mayer. Ames var en av grundarna till fackföreningen Screen Actors Guild 1933 och var också ordförande 1957–58. Han tilldelades Screen Actors Guild Life Achievement Award 1980.

## Filmografi i urval
- 1931 – Quick Millions
- 1932 – Paris mysterier
- 1932 – Uptown New York
- 1936 – Death in the Air
- 1937 – Charlie Chan på Broadway
- 1938 – Come On, Leathernecks!
- 1938 – Melodien som dödade
- 1939 – Farornas ö
- 1939 – Legion of Lost Flyers
- 1944 – Vi mötas i St. Louis
- 1944 – Gäckande skuggan tar hem spelet
- 1945 – De skulle offras
- 1945 – Lassies son
- 1945 – Turister i paradiset
- 1946 – Vilse
- 1946 – Stor i orden
- 1947 – Kvinnan i sjön
- 1947 – Melodin som gäckade skuggan
- 1947 – En glad prick
- 1948 – På en ö med dej
- 1948 – Vi träffas i kväll
- 1949 – Unga kvinnor
- 1949 – Platsen för brottet
- 1950 – Operation X
- 1950 – The Happy Years
- 1950 – Dial 1119
- 1950 – Pippi i kubik
- 1952 – Planerat illdåd
- 1957 – Lek i mörker
- 1960 – Lycksökaren
- 1961 – Den tankspridde professorn
- 1963 – Flubbers son
- 1965 – Apkonster på College
- 1970 – En vacker dag kan man se hur långt som helst
- 1970 – Tora! Tora! Tora!
- 1972 – Hammersmith Is Out
- 1976 – Sherlock Holmes i New York
- 1977 – Grizzly
- 1983 – Testamentet
- 1986 – Peggy Sue gifte sig